# Euphorbia semperflorens
Euphorbia semperflorens es una especie fanerógama perteneciente a la familia Euphorbiaceae. Es endémica de Angola .

## Descripción
Es una planta suculenta, espinosa, erecta, arbusto ramoso, que está ramificado desde la base, alcanzando un tamaño de ± 1 m de altura;

## Ecología
Se encuentra en las colinas pedregosas áridas con Euphorbia subsalsa, Pachypodium lealii, Acacia ssp., y en la sabana arbolada abierta en la hierba alta  con Euphorbia conspicua.
Muy rara en las colecciones; no parece presentar problema inusual en su cultivo. Está muy cercana de Euphorbia atrocarmesina; con reminiscensias de Euphorbia grandicornis.

## Taxonomía
Euphorbia semperflorens fue descrita por Leslie Charles Leach y publicado en Boletim da Sociedade Broteriana, sér. 2 44: 185. 1970.
Etimología
Euphorbia: nombre genérico que deriva del médico griego del rey Juba II de Mauritania (52 a 50 a. C. - 23), Euphorbus, en su honor – o en alusión a su gran vientre –  ya que usaba médicamente Euphorbia resinifera. En 1753 Carlos Linneo asignó el nombre a todo el género.
semperflorens: epíteto latino que significa "siempre con flores".